# Tournoi de tennis de Qingdao
Le China International Challenger est un tournoi international de tennis masculin du circuit professionnel Challenger. Il a lieu tous les ans au mois d'avril à Qingdao, en Chine. Il a été créé en 2016 et se joue sur terre battue en extérieur.

## Palmarès messieurs

### Simple
| Année | Vainqueur        | Finaliste             | Score         |
| ----- | ---------------- | --------------------- | ------------- |
| 2016  | Janko Tipsarević | Rubén Ramírez Hidalgo | 1-6, 7-5, 6-1 |
| 2017  | Janko Tipsarević | Oscar Otte            | 6-3, 7-69     |

### Double
| Année | Vainqueurs                         | Finalistes              | Score             |
| ----- | ---------------------------------- | ----------------------- | ----------------- |
| 2016  | Danilo Petrović Tak Khunn Wang     | Gong Maoxin Zhang Ze    | 6-2, 4-6, [10-5]  |
| 2017  | Gero Kretschmer Alexander Satschko | Andreas Mies Oscar Otte | 2-6, 7-66, [10-3] |